# Økonomi for Dummies
Økonomi for Dummies er en dansk dokumentar med Huxi Bach og Karen Thisted, der oprindeligt blev sendt på DR2 i 2012.
I programmet undersøger værterne forskellige økonomiske begreber. Undervejs taler de med forskellige økonomiske eksperter, og nogle økonomiske principper illustreres af små film.

## Medvirkende
- Huxi Bach (vært)
- Karen Thisted (vært)

## Afsnit
| Nr | Emne                        | Eksperter                                                                                   | Øvrige medvirkende                                            |
| 1  | Vækst og forbrug            | Anna Holst (økonom) Ludvig Wier (økonom) Damoun Ashournia (økonom) Sten Møller (selvbygger) | Gordon Kennedy Mette Agnete Horn Line Svendsen Milo Campanale |
| 2  | Bankernes og pengenes rolle |                                                                                             | Troels Malling Marie Askehave                                 |
| 3  | Det danske arbejdsmarked    |                                                                                             | Camilla Bendix Tom Jensen                                     |
| 4  | Skat                        |                                                                                             | Henrik Prip Niels Ellegaard                                   |
| 5  | Opsparing, gæld og pension  |                                                                                             | Henrik Koefoed                                                |
| 6  | Værdipapirer, investering   |                                                                                             | Louise Mieritz Kasper Leisner                                 |
| 7  | Boligmarkedet               |                                                                                             | Bodil Jørgensen Kristian Halken                               |
| 8  | Handelsbalance              | Damoun Ashournia (økonom)                                                                   | Lars Mikkelsen                                                |